# Видова гора
Видова Гора је планина у Хрватској. Налази се на надморској висини од 778 метара. Она је највиши врх острва Брач, и највиши острвски планински врх на целом Јадранском мору. Са Видове горе се пружа поглед на Бол, популарну плажу „Златни рат“ и острво Хвар.
Налази се на јужном делу острва Брача, изнад Бола.

## Име
Име планине води порекло од словенског бога Световида, који је био највише божанство Срба у Неретљанској области. О његовом великом култу код Срба, поред назива Видовдана, говоре и историјски подаци који бележе да је византијски цар Василије I 873. године покорио и покрстио Србе у Неретљанској области (која је обухватала и Брач). Том приликом цар је наредио да се многобожачки храмови поруше, изузев највећег који је био посвећен Световиду и који је Василије I наредио да се прочисти и да се претвори у цркву посвећену светом Виду.